# Joseph Marie Degérando

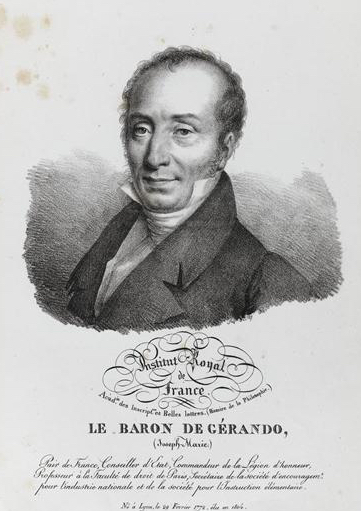
Joseph Marie Degérando

Joseph Marie Degérando, ab 1811 Joseph Marie, baron de Gérando (* 29. Februar 1772 in Lyon; † 10. November 1842 in Paris) war ein französischer hoher Verwaltungsbeamter und philosophischer Schriftsteller.

## Leben
Joseph Marie Degérando war der Sohn des italienischstämmigen Antoine de Gérando (1739–1785), ein Landbesitzer und berühmter Architekt in Lyon. Seine Mutter war Marie Biclet. Sein Bruder, Antoine de Gérando war Beamter in der Cour des monnaies in Lyon. Die Eltern waren gesellschaftlich geachtet, die Mutter wurde 1778 von der Malerin Élisabeth Vigée-Lebrun porträtiert („Mme Dégeraudot“).
Joseph Marie wuchs in Lyon auf und studierte auch dort. 1793 wirkte er bei der Verteidigung der durch ihre monarchistische Einstellung verfemten Stadt gegen die Armee des Nationalkonvents mit, wurde dabei gefangen genommen und zum Tode verurteilt. Er konnte jedoch über die Schweiz nach Neapel fliehen. 1796 kehrte Degérando nach Lyon zurück und ging mit seinem Freund Camille Jordan nach Paris. Nach dem Staatsstreich des 18. Fructidor V verhalf er Jordan zur Flucht nach Deutschland und trat Ende 1797 als Soldat in André Massénas Armee ein. In dieser Zeit reichte er seine erste philosophische Abhandlung bei der Académie française ein. Durch ihren Erfolg wurde er einer größeren Öffentlichkeit bekannt und unter Lucien Bonaparte Berater des Innenministeriums. Zu Napoléon Bonapartes Krönung in Mailand reiste er 1805 als maître des requêtes des französischen Conseil d’État (Staatsrat). 1808 wurde er Mitglied der Verwaltungskommission der Toskana, danach 1810 Mitglied der Verwaltungskommission für den säkularisierten Kirchenstaat (die États romains).
1811 wurde er zum Conseiller d’État, am 17. März 1811 zum  baron de l’Empire in der Noblesse impériale erhoben. 1812 wurde er Intendant der Region Oberkatalonien und zum Offizier der Ehrenlegion ernannt.
In der ersten Restauration verblieb er im Staatsrat, während der Herrschaft der Hundert Tage wurde er jedoch von Napoléon aus diesem Gremium ausgeschlossen, da er sich im März 1815 geweigert hatte, eine Ergebenheitsadresse des Staatsrats an Napoléon zu unterzeichnen. Durch die zweite Restauration wurde er wieder in sein Amt als Staatsrat eingesetzt und übernahm in der Folge verschiedene sozial- und wirtschaftspolitisch ausgerichtete Verwaltungsfunktionen.
Weitere Ehrungen folgten: 1820 wurde er zum Kommandeur der Ehrenlegion ernannt, 1832 in zwei Akademien des Institut de France aufgenommen (die Académie des sciences morales et politiques und die Académie des inscriptions et belles-lettres) und am 3. Oktober 1837 zum Pair von Frankreich erhoben.
1807 wurde er zum auswärtigen Mitglied der Göttinger Akademie der Wissenschaften gewählt. Seit 1808 war er auswärtiges Mitglied der Bayerischen und seit 1812 korrespondierendes Mitglied der Preußischen Akademie der Wissenschaften.

## Werk
Degérandos erste philosophische Abhandlung Quelle a été l'influence des signes sur la formation de la pensée wurde von der Académie française 1799 preisgekrönt. Er erweiterte sie in mehreren Schritten zu seiner Histoire comparée des systèmes de philosophie relativement aux principes des connaissances humaines, die im 19. Jahrhundert als bestes französisches Werk zur Philosophiegeschichte galt. Er beeinflusste mit seinem philosophischen Ansatz Henry David Thoreau, Margaret Fuller und besonders Ralph Waldo Emerson, der Degérandos Gedankengebäude ausführlich zur Unterstützung der Thesen in seinem ersten Buch „Nature“ (1836) benutzte.
Neben der Philosophie befasste sich Degérando in mehreren Schriften mit der Armenfürsorge, der öffentlichen Wohlfahrtspflege und dem Bildungswesen. Seine De la bienfaisance publique ist eine umfassende Darstellung des Armenwesens seiner Zeit.
Seine Considérations sur les diverses méthodes à suivre dans l'observation des peuples sauvages von 1800 sind ein frühes Werk über Methoden der Ethnologie.

## Werke

### Philosophie / Philosophiegeschichte
- Des signes et de l'art de penser, considérés dans leurs rapports mutuels, Paris 1800, 4 Bde. (Digitalisat (Seite nicht mehr abrufbar, festgestellt im August 2018. Suche in Webarchiven))
- De la génération des connaissances humaines, Berlin 1802 (ausgezeichnet von der Berliner Akademie), Neuausgabe in der Reihe Corpus des Oeuvres de philosophie en langue française: Paris, Fayard, 1998
- Histoire comparée des systèmes de philosophie relativement aux principes des connaissances humaines, Paris 1804, 3 Bde.; 2. Aufl. der 1. Abt., Paris 1822–23, 4 Bde.; 2. Abt. 1847; deutsch von Wilhelm Gottlieb Tennemann, Marburg 1806–1807, 2 Bde. (Digitalisat (Seite nicht mehr abrufbar, festgestellt im August 2018. Suche in Webarchiven))

### Armenfürsorge / Bildung
- Le Visiteur du pauvre, mémoire qui a remporté le prix proposé par l'Académie de Lyon sur la question suivante: „Indiquer le moyen de reconnaître la véritable indigence, et de rendre l'aumône utile à ceux qui la donnent comme à ceux qui la reçoivent“, Paris 1820, 3. Aufl. 1826, Neuausgabe : Jean-Michel Place, Paris, 1989. ISBN 978-2-85893-136-1 ; deutsch von Schelle, Quedlinburg 1831
- Education des sourds-muets de naissance, Pairs 1827, 2 Bde. (Digitalisat (Seite nicht mehr abrufbar, festgestellt im August 2018. Suche in Webarchiven))
- Du perfectionnement moral, ou de l'éducation de soi-même, Paris 1825, 2 Bde.; deutsch von Schelle, Halle 1829, 2 Bde.
- Cours normal des instituteurs primaires, ou Directions relatives à l'éducation physique, morale et intellectuelle dans les écoles primaires, Paris 1832
- De la bienfaisance publique. 4  Bände. Renouard, Paris 1839. (Digitalisat Band 1), (Band 2), (Band 3), (Band 4)

### Sonstige
- Considérations sur les diverses méthodes à suivre dans l'observation des peuples sauvages [28 fructidor an VIII.], 1800 (Auszug in englischer Übersetzung (Memento vom 6. Juli 2007 im Internet Archive)), dt. "Erwägungen über die verschiedenen Methoden der Beobachtung der wilden Völker" in: Moravia 1989: 219–252
- Institutions du droit administratif, Paris 1829, 2 Bde.; 2. Auflage Paris (vollendet von Joseph Boulatignier und Charles Blanche), 1842–45, 5 Bde.